# 연안이씨 열녀비
연안이씨 열녀비는 충청북도 청주시 상당구에 있다. 2015년 4월 17일 청주시의 향토유적 제28호로 지정되었다.

## 개요
신경호의 처 연안이씨의 열행을 기리기 위해 세운 비석이다.